# Yang Ik-joon
Yang Ik-joon (양익준, quelquefois orthographié Yang Ik-June ou Yang Ik-Jun) est un réalisateur et comédien sud-coréen né le 19 octobre 1975. Il est surtout connu pour son film Breathless, Lotus du meilleur film au Festival du film asiatique de Deauville.

## Filmographie

### Comme réalisateur
- 2009 : Breathless (똥파리, Ddongpari)
- 2011 : Ae-jeong man-sae - segment Immature
- 2012 : Shibata to Nagao
- 2013 : Dance with Me?
- 2014 : Short Plays - segment South Korea

### Comme acteur
- 2012 : Our Homeland de Yang Yong-hi :

## Prix
- 2009 : Lotus du meilleur film au Festival du film asiatique de Deauville pour Breathless.